# 顾乐观
顾乐观（1935年1月—2001年）江苏人，毕业于重庆大学和俄罗斯圣彼得堡国立技术大学，曾担任重庆大学校长，中国大陆物理学家。

## 生平
1935年1月，顾乐观出生在江苏省吴县。
1956年，顾乐观从重庆大学电机系毕业，之后留校教书。1959年，顾乐观被选送到苏联列宁格勒工学院（今俄罗斯圣彼得堡国立技术大学）学习，获技术科学副博士学位。
1986年12月到1992年8月，他出任重庆大学校长。
1989年8月至1997年4月，顾乐观出任重庆大学党委书记。
2001年，顾乐观去世。